# Yara (Cuba)
Yara è un comune di Cuba, situato nella provincia di Granma.